# Champeau-en-Morvan
Pour les articles homonymes, voir Champeau.
Champeau-en-Morvan est une commune française située dans le département de la Côte-d'Or, en région Bourgogne-Franche-Comté.

## Géographie
La commune de Champeau en Morvan est située en Côte-d'Or, dans le massif du Morvan et fait partie de son parc naturel régional.
29 hameaux ou lieux-dits sont rattachés à cette vaste commune.
Cette belle commune noyée dans la verdure, se dévoile comme une mosaïque de plans d'eau, aux belles forêts profondes, et ponctuée de prairies séparées par des haies vives où paissent les vaches.

Sur un territoire important de 3 395 ha, pour une altitude qui varie de 494 à 683 mètres, elle comporte une grande part de forêts, un peu de cultures et les agriculteurs sont surtout des éleveurs de charolaises peu ou prou croisées avec des limousines, ce que l'on appelle des « naisseurs ».
C'est un paradis pour les pêcheurs et les randonneurs.
La commune est traversée par le Ternin, affluent indirect de la Loire, et par le Cousin, affluent indirect de la Seine.

### Climat
Pour des articles plus généraux, voir Climat de la Bourgogne-Franche-Comté et Climat de la Côte-d'Or.
En 2010, le climat de la commune est de type climat de montagne, selon une étude du Centre national de la recherche scientifique s'appuyant sur une série de données couvrant la période 1971-2000. En 2020, Météo-France publie une typologie des climats de la France métropolitaine dans laquelle la commune est exposée à un climat océanique altéré et est dans la région climatique  Lorraine, plateau de Langres, Morvan, caractérisée par un hiver rude (1,5 °C), des vents modérés et des brouillards fréquents en automne et hiver. 
Pour la période 1971-2000, la température annuelle moyenne est de 9,4 °C, avec une amplitude thermique annuelle de 16,2 °C. Le cumul annuel moyen de précipitations est de 1 189 mm, avec 14,4 jours de précipitations en janvier et 9,3 jours en juillet. Pour la période 1991-2020, la température moyenne annuelle observée sur la station météorologique de Météo-France la plus proche, « Dun_sapc », sur la commune de Dun-les-Places à 10 km à vol d'oiseau, est de 10,4 °C et le cumul annuel moyen de précipitations est de 1 181,7 mm,. Pour l'avenir, les paramètres climatiques de la commune estimés pour 2050 selon différents scénarios d'émission de gaz à effet de serre sont consultables sur un site dédié publié par Météo-France en novembre 2022.

## Urbanisme

### Typologie
Au 1er janvier 2024, Champeau-en-Morvan est catégorisée commune rurale à habitat très dispersé, selon la nouvelle grille communale de densité à 7 niveaux définie par l'Insee en 2022.
Elle est située hors unité urbaine et hors attraction des villes,.

### Occupation des sols
L'occupation des sols de la commune, telle qu'elle ressort de la base de données européenne d’occupation biophysique des sols Corine Land Cover (CLC), est marquée par l'importance des forêts et milieux semi-naturels (53,9 % en 2018), une proportion sensiblement équivalente à celle de 1990 (54 %). La répartition détaillée en 2018 est la suivante : forêts (52,6 %), prairies (32,7 %), zones agricoles hétérogènes (9,1 %), eaux continentales (3,5 %), milieux à végétation arbustive et/ou herbacée (1,3 %), terres arables (0,7 %). L'évolution de l’occupation des sols de la commune et de ses infrastructures peut être observée sur les différentes représentations cartographiques du territoire : la carte de Cassini (XVIIIe siècle), la carte d'état-major (1820-1866) et les cartes ou photos aériennes de l'IGN pour la période actuelle (1950 à aujourd'hui).

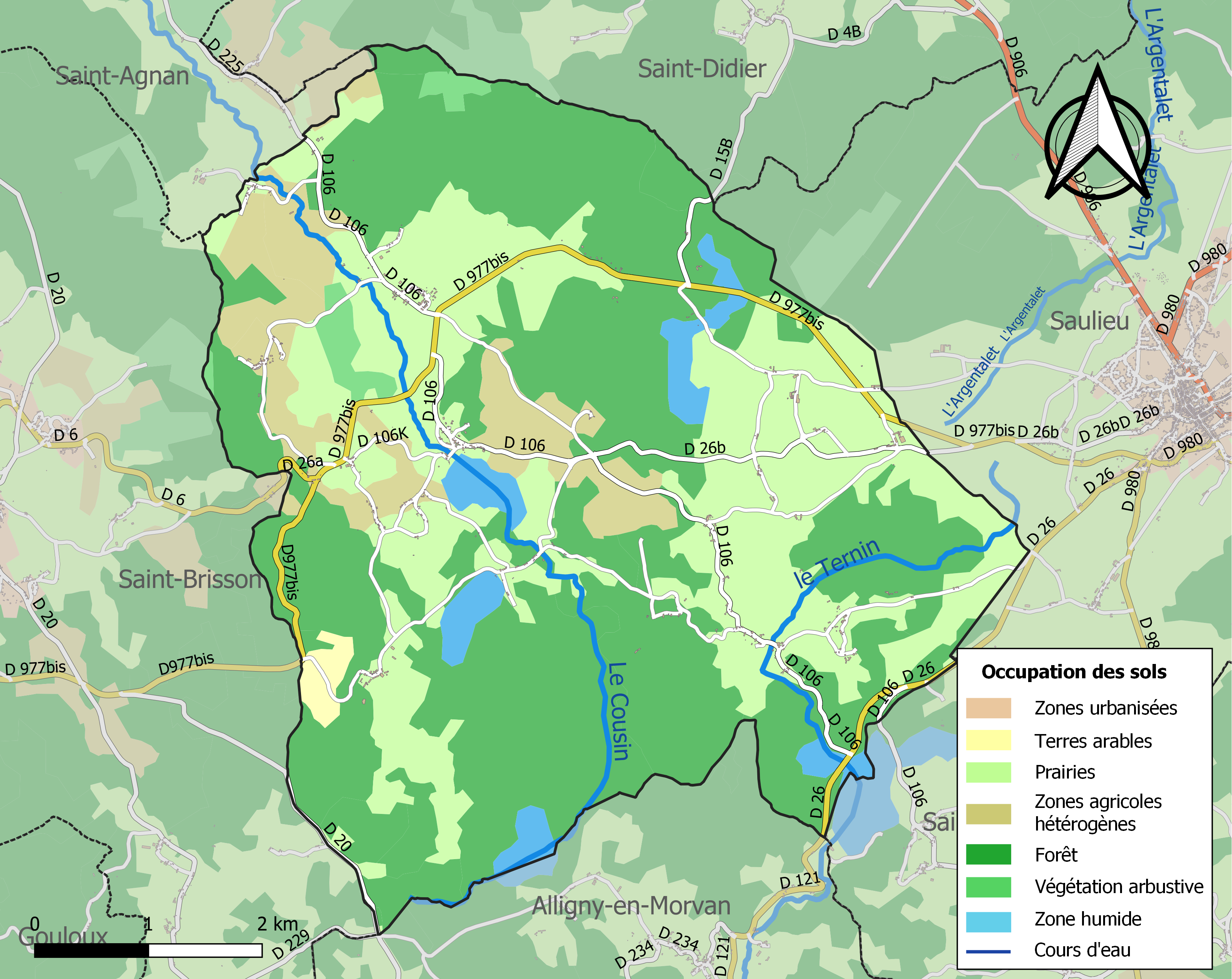
Carte des infrastructures et de l'occupation des sols de la commune en 2018 (CLC).

## Histoire
La paroisse de Saint-Léger-de-Fourches (Sanctus Leodegarius a Furcis) formait sous la féodalité une dépendance du Comté de Saulieu et comprenait plusieurs fiefs avec moyenne et basse justices.
Les évêques d'Autun en étaient seigneurs et y jouissaient de tous les droits féodaux du temps.
Au cours de la période révolutionnaire de la Convention nationale (1792-1795), la commune a porté le nom de Fourches.

En 1911, en raison de l'ampleur du hameau de Champeau, la commune de Saint-Léger-de-Fourches en a pris le nom.

En 1992, on ajouta « en-Morvan » pour renforcer son identité.

### Le Tacot du Morvan
Au début du XXe siècle, la commune était desservie par une des lignes du Tacot du Morvan : le chemin de fer de Corbigny à Saulieu.
Sa halte était située dans le hameau de Saint-Léger-de-Fourches.
Le trafic voyageurs fut stoppé le 15 mars 1939.

## Politique et administration
| Période                                  | Période  | Identité          | Étiquette | Qualité                                                             |
| ---------------------------------------- | -------- | ----------------- | --------- | ------------------------------------------------------------------- |
| 1881                                     | 1884     | Charles Legros    |           |                                                                     |
| 1909                                     | 1919     | Auguste Cordin    |           |                                                                     |
| 1920                                     | 1927     | Garnier           |           |                                                                     |
| 1927                                     | 1933     | Naudin            |           |                                                                     |
| 1933                                     | 1939     | Leuthreau         |           |                                                                     |
| 1945                                     | 1949     | Moulin            |           |                                                                     |
| 1949                                     | 1970     | Chopard           |           |                                                                     |
| 1971                                     | 2001     | Alexis Cordin     |           |                                                                     |
| mars 2001                                | en cours | Maryse Bollengier | DVD       | Retraitée de l'enseignement Présidente de la Communauté de Communes |
| Les données manquantes sont à compléter. |          |                   |           |                                                                     |

## Démographie
L'évolution du nombre d'habitants est connue à travers les recensements de la population effectués dans la commune depuis 1793. Pour les communes de moins de 10 000 habitants, une enquête de recensement portant sur toute la population est réalisée tous les cinq ans, les populations de référence des années intermédiaires étant quant à elles estimées par interpolation ou extrapolation. Pour la commune, le premier recensement exhaustif entrant dans le cadre du nouveau dispositif a été réalisé en 2007.

En 2022, la commune comptait 223 habitants, en évolution de −4,29 % par rapport à 2016 (Côte-d'Or : +0,82 %, France hors Mayotte : +2,11 %).
| 1793 | 1800 | 1806 | 1821 | 1831 | 1836 | 1841 | 1846  | 1851  |
| ---- | ---- | ---- | ---- | ---- | ---- | ---- | ----- | ----- |
| 836  | 798  | 832  | 825  | 825  | 871  | 994  | 1 066 | 1 159 |

| 1856  | 1861  | 1866  | 1872  | 1876  | 1881 | 1886 | 1891 | 1896 |
| ----- | ----- | ----- | ----- | ----- | ---- | ---- | ---- | ---- |
| 1 063 | 1 069 | 1 050 | 1 071 | 1 029 | 959  | 969  | 976  | 950  |

| 1901 | 1906 | 1911 | 1921 | 1926 | 1931 | 1936 | 1946 | 1954 |
| ---- | ---- | ---- | ---- | ---- | ---- | ---- | ---- | ---- |
| 888  | 866  | 829  | 702  | 616  | 610  | 580  | 536  | 430  |

| 1962 | 1968 | 1975 | 1982 | 1990 | 1999 | 2006 | 2007 | 2012 |
| ---- | ---- | ---- | ---- | ---- | ---- | ---- | ---- | ---- |
| 416  | 318  | 305  | 276  | 280  | 237  | 249  | 251  | 246  |

| 2017 | 2022 | - | - | - | - | - | - | - |
| ---- | ---- | - | - | - | - | - | - | - |
| 228  | 223  | - | - | - | - | - | - | - |

## Lieux et monuments
- Chapelle-reposoir de Champeau-en-Morvan.
- Église située à Saint-Léger-des-Fourches, sous le vocable de Saint Léger du XIe siècle, entièrement reconstruite au XIXe siècle sur les plans et devis de N. Fénéon, architecte à Dijon.
Le chœur est voûté et terminé par un pignon et sur le portail ouest, s'élève l'élégant clocher d'une hauteur de 33 mètres, couvert en zinc. Les dimensions de l'édifice sont de 30 mètres sur 12. L'église est à trois nefs et de style roman. Elle fut bénie le 30 octobre 1860, par l'abbé Lallemant, curé-doyen de Saulieu, en présence d'un grand nombre de prêtres et de fidèles.
- Monument aux morts.

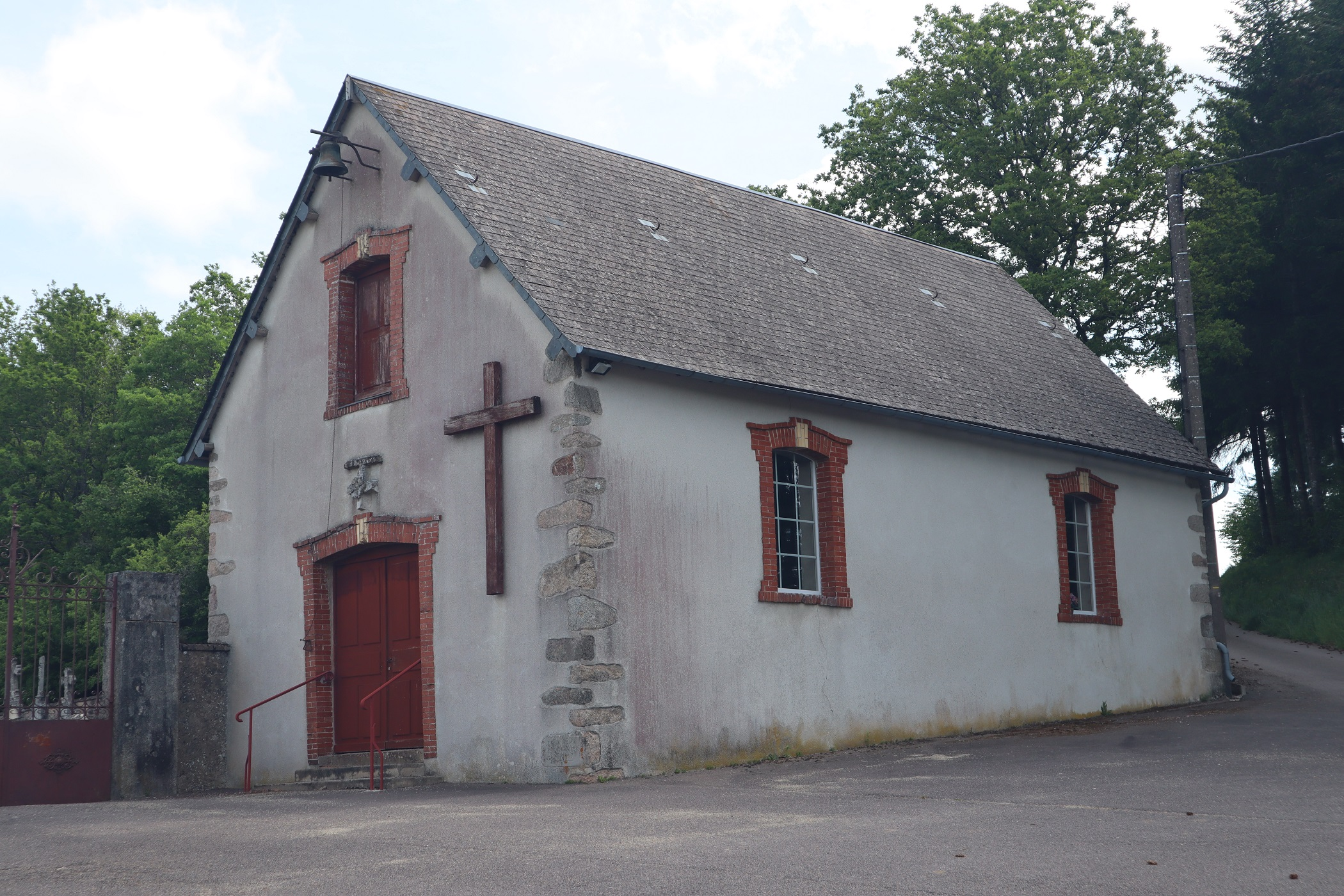
Chapelle-reposoir de Champeau-en-Morvan.
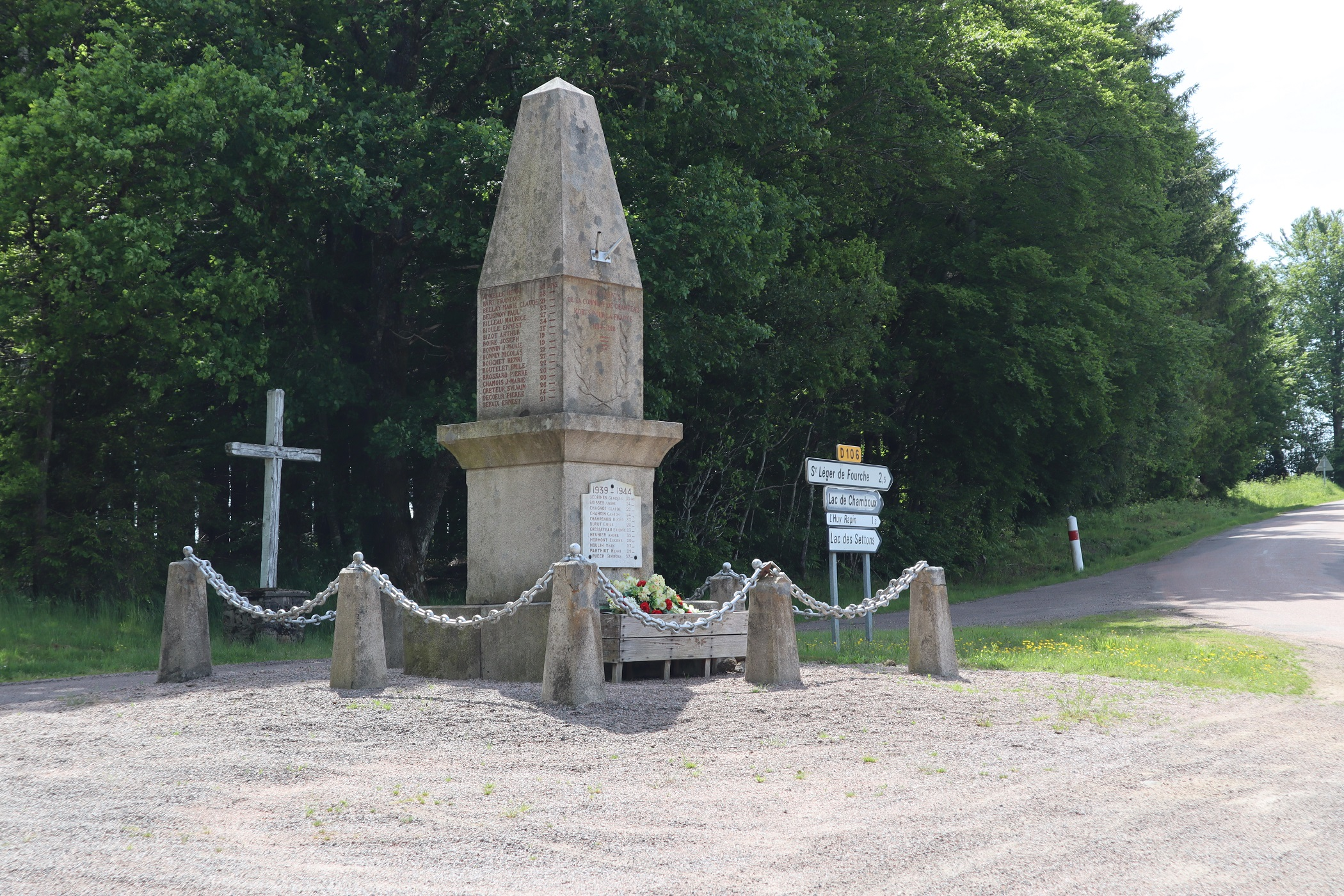
Monument aux morts.